# وادي سريان
وادي سريان مركز إداري تابع لمحافظة سراة عبيدة الواقع في منطقة عسير في جنوب غرب المملكة العربية السعودية.

## مركز إمارة وادي سريان
تأسس مركز وادي سريان في عام 1430هـ.

## الموقع
ويقع مركز وادي سريان على ضفاف وادي دفا الذي يتجه إلى الشمال الغربي ليصب في وادي بيش، يحد منطقة المركز شمالاً مركز الفرشة، وجنوباً منطقة جيزان مركز الربوعة، وغرباً منطقة جيزان محافظة الريث، وشرقاً منطقة ظهران الجنوب.

## انظر ايضاً
- أبها

## وصلات خارجية
- سراة عبيدة.. آثارها شاهدة على عمق حضارتها.